# رؤیای پس از جنگ
رویای پس از جنگ (به انگلیسی: The Post War Dream) آهنگ آغازین آلبوم برش نهایی گروه موسیقی پراگرسیو راک پینک فلوید است که در سال ۱۹۸۳ منتشر شد.

## همراهان در ساخت آهنگ
- راجر واترز - خواننده و گیتار بیس
- دیوید گیلمور - گیتار
- نیک میسن - درام
- مایکل کیمن - هارمونیوم